# 오스카어 폰 프로이센 왕자

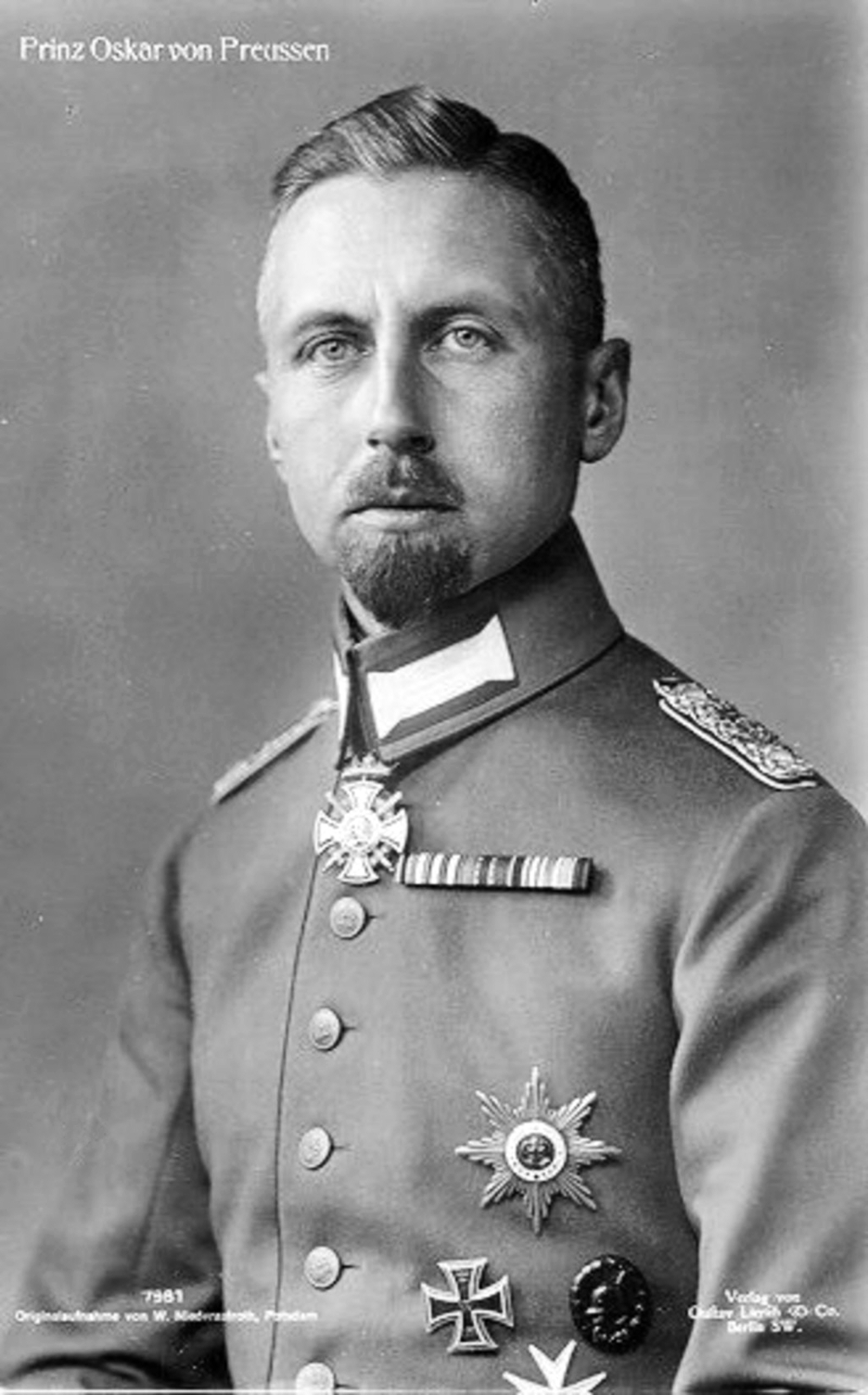
오스카어 폰 프로이센 왕자

프로이센 왕자 오스카어(Prince Oskar of Prussia, 1888년 7월 27일 ~ 1958년 1월 27일)는 독일 황제 빌헬름 2세와 아우구스테 빅토리아 폰 슐레스비히홀슈타인 공녀의 다섯째 아들이었다.